# Ana Lederer
Ana Lederer (Subotica, 12. travnja 1964.) teatrologinja je, publicistkinja, intendantica HNK u Zagrebu i prva žena na tom položaju. Od 22. siječnja do 19. listopada 2016. obnašala je dužnost pomoćnika Zlatka Hasanbegovića, ministra kulture Republike Hrvatske u Vladi Tihomira Oreškovića. Članica je Predsjedništva stranke Blok za Hrvatsku.

## Životopis
Ana Lederer rođena je 1964. u Subotici kao kći Petra Šarčevića, kazališnog redatelja i dugogodišnjeg direktora Drame zagrebačkog HNK i majke Marlize, sopranistice.
Na Filozofskom fakultetu Sveučilišta u Zagrebu diplomirala je komparativnu književnost i ruski jezik i književnost 1987., magistrirala 1992., a doktorirala 2002. Od 1991. do 1999. znanstvena je novakinja na projektu Enciklopedija hrvatske književnosti u Zavodu za književnost Filozofskog fakulteta Sveučilišta u Zagrebu (voditelji: Ivo Frangeš i Dubravka Oraić Tolić). Od 1999. zaposlena je na Odsjeku za povijest hrvatskoga kazališta Zavoda za povijest hrvatske književnosti, kazališta i glazbe HAZU, od 2010. u istraživačkom zvanju višeg znanstvenog suradnika, gdje je surađivala na projektu Repertoar hrvatskih kazališta (1999. – 2005., voditelj: Branko Hećimović). Od 2005. do 2013. (dva mandata) bila je intendantica Hrvatskoga narodnog kazališta u Zagrebu. Od veljače do studenog 2016. bila je zamjenica ministra kulture RH. 
Od 1989. objavljuje prikaze, književne i kazališne kritike, eseje, znanstvene radove i knjige u novinama i časopisima, na radiju i TV-u.

## Djela
Autorske knjige
- Ključ za kazalište. Neotradicija,  Matica hrvatska u Osijeku, Osijek, 2004.
- Vrijeme osobne povijesti. Biblioteka Razotkrivanja, Naklada Ljevak, Zagreb, 2004. (Nagrada Matice hrvatske A. G. Matoš za kritiku i esej 2004.)
- Redatelj Tito Strozzi. Biblioteka Intermedia, Meandar, Zagreb, 2003. (Nagrada "Petar Brečić", Hrvatska radiotelevizija – Školska knjiga, 2004.)
- Ivan Raos. Meandar, Enciklopedija hrvatske književnosti, Zavod za književnost Filozofskog fakulteta Sveučilišta u Zagrebu, Zagreb, 1998. (Godišnja državna nagrada za znanost 1999.)
- Dobre slučajnosti. Meandar, Zagreb, 1994.

Suautorska knjiga
- Ana Lederer – Martina Petranović – Ivana Bakal, Sto godina hrvatske scenografije i kostimografije 1909 - 2009. ULUPUH, Zagreb, 2011. (Nagrada ULUPUHA za izložbu 100 godina scenografije i kostimografije u Hrvatskoj, 2010.)

Uredničke knjige
- Hrvatsko narodno kazalište u Zagrebu, DVD monografija. Urednica izdanja i autorica tekstova Ana Lederer. HNK u Zagrebu, Prvo izd. 2011., drugo prošireno izd. 2013., Zagreb
- Leksikon hrvatske književnosti – Djela.  / Dujmić-Detoni, Dunja; Fališevac, Dunja; Lederer, Ana; Benčić-Rimay, Tea (ur.) / Školska knjiga, Zagreb, 2008.
- Ivan Raos: Izabrana djela. Priredila Ana Lederer. Stoljeća hrvatske književnosti, Matica hrvatska, Zagreb, 2004.
- Ivan Raos: Prosjaci & sinovi. Priredila Ana Lederer. Stoljeća hrvatske književnosti, Matica hrvatska, Zagreb, 2004.
- Branka Cvitković – trideset godina umjetničkog djelovanja. Priredila Ana Lederer. Biblioteka časopisa Kazalište, Hrvatski centar ITI UNESCO, Zagreb, 2004.
- 500 drama – vodič kroz svjetsku i domaću dramsku književnost. Priredila Ana Lederer. Mozaik knjiga, Zagreb, 2002.
- Tito Strozzi: Drame. Priredila Ana Lederer. Croatica, knj. 69, Riječ, Vinkovci, 1999.
- Ivan Raos: Vječno nasmijano nebo. Biblioteka CROATICA, I. kolo, knj. 13, "Riječ", Vinkovci, 1997.
- Eugen Kumičić: Olga i Lina. Biblioteka CROATICA, I. kolo, knj. 20, "Riječ", Vinkovci, 1997.
- Milan Ogrizović: Izabrana djela – Andrija Milčinović: Izabrane proze – M. Ogrizović / A. Milčinović: Prokletstvo. Priredila Ana Lederer /Predgovor, izbor, bibliografija djela i važnije literature o piscu, životopis. - Andrija Milčinović. /Predgovor, izbor, bibliografija djela i važnije literature o piscu, životopis/. Stoljeća hrvatske književnosti, Matica hrvatska, Zagreb, 1996.
- Miroslav Feldman: Drame. Pogovor, izbor i bibliografija objavljenih knjiga: Ana Lederer. Biblioteka "Slavonica", SN "Privlačica", Vinkovci, 1994.
- Josip Kosor: Požar strasti - Pripovijesti. Pogovor, izbor i bibliografija objavljenih knjiga: Ana Lederer. Biblioteka "Slavonica", SN "Privlačica", Vinkovci, 1994.

## Ostali angažmani
- 2016. autorica programa stručnog preddiplomskog studija Menadžment i produkcija u kulturi, Visoka poslovna škola Zagreb
- 2015. voditeljica međunarodnog znanstvenog savjetovanja Miro Gavran – prozni i dramski pisac, Nova Gradiška
- 2014. voditeljica znanstvenog skupa DANI RANKA MARINKOVIĆA 2014., Grad Komiža, Razred za književnost HAZU
- 2014. članica uredništva GLASNIKA HAZU
- 2011. stručna suradnica za područje kazališta na izložbama Art déco (MUO, 2011) i Strast i bunt – ekspresionizam u Hrvatskoj (2011).
- 2010. koautorica izložbe 100 godina scenografije i kostimografije u Hrvatskoj, ULUPUH, HDLU.
- 2007. stručna suradnica za područje kazališta na izložbi Avangardne tendencije u hrvatskoj umjetnosti (Galerija Klovićevi dvori 2007.)
- 2005. članica umjetničkog savjeta GDK Gavella, Zagreb
- 2005. urednica Dramske biblioteke Gavella, Zagreb (dva naslova)
- 2005. izbornica 15. Marulićevih dana u Splitu
- 2005. kazališna kolumnistica u kulturnom prilogu Vjesnika
- 2004 – 2008. stručna urednica za noviju dramu u Leksikonu hrvatske književnosti – Djela (ŠK, Zagreb 2008.)
- 2004 – 2011. pročelnica Odjela za kazalište i film Matice hrvatske
- 2003 – 2005. glavna urednica časopisa Kazalište, Hrvatski centar ITI
- 2000 – 2007. stručna koordinatorica teatrologijskih međunarodnih znanstvenih savjetovanja, Odjel za kazalište, film i TV – Matica hrvatska, Zagreb: Suvremena hrvatska drama u osamdesetim i devedesetim godinama (9. – 11. ožujka 2000.), Hrvatska komedija 20. stoljeća (22. – 24. veljače 2001.), Hrvatska drama kao refleksija društvene zbilje u drugoj polovici dvadesetoga stoljeća (21. – 23. veljače 2002.), Suvremena hrvatska drama: kazalište, mediji, proza (20. – 22. veljače 2003.), Tematske i stilske posebnosti hrvatske drame i kazališta (26. – 28. veljače 2004.), Suvremena hrvatska drama 1980 – 2005 (24. – 26. veljače 2005.); Autorske osobnosti u suvremenoj hrvatskoj drami i kazalištu – pisci, redatelji, glumci (24. – 25. veljače 2006.); Kazališne struke u suvremenom hrvatskom kazalištu (25. – 26. listopada 2007.).
- 2000. autorica izložbe Tito Strozzi. Hrvatsko društvo dramskih umjetnika - Odsjek za povijest hrvatskog kazališta. Otvorenje 24. ožujka 2000., prigodom otvaranja novih prostorija HDDU, Amruševa 19/III, Zagreb.
- 1998 – 2007. urednica biblioteke Zlatna nit, Znanje (devet naslova)
- 1997 – 2006. urednica Biblioteke ITD, Znanje (trideset pet naslova)
- 1997. IATC Seminar za mlade kazališne kritičare, Istanbul, Turska
- 1996 – 1997. stručni voditelj serije Hrvatsko glumište (12 epizoda, 30'). Obrazovno-znanstveni program, HRT.
- 1995 – 2001. urednica Posebnih izdanja, Znanje (jedanaest naslova)
- 1995 – 1997. urednica u Nakladnom zavodu Matice hrvatske, Zagreb (devet knjiga)
- 1993 – 2002. scenaristica i voditeljica u serijalima portretnih emisija Antologija hrvatske književnosti  i Antologija hrvatske drame, u Obrazovno-znanstvenom           programu
- HRT (30 ', četrdeset jedna emisija)
- 1992 – 1993. kazališna kolumnistica u Glasu Slavonije
- 1992 – 2005. članica prosudbenog povjerenstva nagrada: Nagrada Marin Držić, Književna nagrada fonda Miroslav Krleža, Nagrada AGM-a za najbolji tekst mladoga dramatičara u časopisu Plima, Nagrada Vladimir Nazor, Nagrada Dubravko Dujšin – Vjesnik.
- 1990. urednica kazališne rubrike nove serije novina za kulturu OKO

## HNK u Zagrebu
Kao intendantica matične nacionalne kazališne kuće Hrvatskoga narodnog kazališta u Zagrebu osam godina (2005-2013) u tri umjetničke grane (Drama, Opera, Balet), u suradnji s ravnateljem Opere Brankom Mihanovićem i ravnateljicom Baleta Irenom Pasarić produkcijski je realizirala devedeset premijera, domaće i inozemne koprodukcije kao i gostovanja, sudjelujući kao partner u realizaciji isto tako brojnih kulturnih događanja kao i onih državne i gradske važnosti. Predstave HNK u Zagrebu u tom su razdoblju osvojile pedesetak pojedinačnih Nagrada hrvatskog glumišta, posebice za najbolju predstavu u cjelini, dramsku (J. B. P. Moliere – J. B. Lully, Građanin plemić, 2010.) te kroz osam godina sve bijenalne za najbolju opernu (F. Poulanc, Razgovori karmelićanki, 2007; C. Monteverdi, Orfej, 2009; R. Wagner, Parsifal, 2011; R. Wagner, Lohengrin 2013)) i baletnu produkciju (P. I. Čajkovski, Trnoružica 2007; S. Prokofjev, Pepeljuga 2009; K. Seletković – M. Müller, Air 2011; I. Stravinski, Posvećenje proljeća 2013.). Na Međunarodnom opernom festivalu u Miškolcu, u Mađarskoj F. Poulencovi Razgovori karmelićanki proglašene su Najboljom predstavom festivala 2007. godini. Tijekom osam godina pozvala je na suradnju i gostovanje brojne istaknute međunarodno afirmirane umjetnike: Tomaž Pandur, Philipp Himmelmann, Olivier Tambosi, Arnaud Bernard, Mihail Sinkevič, Antonello Allemandi, Herve Niquet, Inva Mula, Ermonella Jaho, Ana Durlovski, Željko Lučić, Krešimir Špicer, Derek Dean, Nacho Duato, Youri Vámos, Edvard Clug, Leo Mujić, Hans van Manen, Vasco Wellenkamp, Friedemann Vogel, Alina Cojoharu, Ivan Gil Ortega.

## Nagrade
- 2004.: Nagrada Matice hrvatske za književnu i umjetničku kritiku "Antun Gustav Matoš", za knjigu Vrijeme osobne povijesti: ogledi o suvremenoj hrvatskoj drami i kazalištu.